# Cim del Mont-roig
|  | Per a altres significats, vegeu «Mont-roig (Alt Àneu)». |

El Cim del Mont-roig és una muntanya al terme municipal de Darnius, a l'Alt Empordà, on hi ha un vèrtex geodèsic de l'Institut Geogràfic Nacional. Al capdamunt d'un turó a prop d'aquesta muntanya hi ha les restes del castell de Mont-roig d'estil medieval, que va ser usat fins a la Guerra Gran.